# Associação dos Jornalistas Iranianos
A Associação de Jornalistas Iranianos (em persa: انجمن صنفی روزنامه‌نگاران ایران) é uma organização profissional no Irã que serve para "proteger e salvaguardar os direitos profissionais e legais dos jornalistas Iranianos." A organização foi criada em 1997, no início da presidência do reformista Mohammad Khatami. Em 2008, a associação tinha 4.000 membros.
Com a inauguração da presidência do conservador Mahmoud Ahmadinejad, a associação enfrentou o assédio sistemático das autoridades governamentais, , que culminou com seu fechamento pelo governo em agosto de 2009.
A associação é membro da Federação Internacional dos Jornalistas.

## Governo Ahmadinejad
Em agosto de 2006, jornalistas pró-governo tentaram, sem sucesso, assumir o controle da organização. Em 24 de junho de 2008, o ministro do trabalho Mohammad Jahromi escreveu uma carta à associação, ameaçando dissolver o grupo "ilegal". Em resposta, a Repórteres Sem Fronteiras disse: "Essa é mais uma tentativa das autoridades iranianas para silenciar aqueles que defendem a livre expressão do irã."
Após as eleições presidenciais iranianas em disputa em junho de 2009, quando os manifestantes partiram para as ruas para expressar seu descontentamento com os resultados, uma série de jornalistas afiliados à associação foram presos. No dia 20 de junho, as autoridades prenderam o chefe da associação, Ali Mazroui. Em 3 de julho de 2009, Issa Saharkhiz, membro fundador da associação, foi preso.
Em 5 de agosto de 2009, a associação fechou após uma incursão pelas forças de segurança. A Federação Internacional dos Jornalistas condenou o fechamento como parte de uma "campanha de intimidação" contra a mídia e disse que "o Irã não deve fazer dos jornalistas bodes expiatórios para os seus problemas políticos."

## Governo Rouhani
Em resposta a uma pergunta sobre a Associação dos Jornalistas Iranianos em sua primeira conferência de imprensa como presidente eleito em 17 de junho de 2013, Hassan Rouhani disse, "Eu acredito que não só essa associação, mas todas as associações devem ser revividas legalmente porque essas organizações são as melhores ferramentas para gerenciar as questões da sociedade e a gestão das questões sociais deve ser realizada através dessas associações e grupos profissionais. Vou colocar meus esforços nisso."
Em conflito com a promessa do presidente, no entanto, o porta-voz do judiciário iraniano Gholam-Hossein Ejhei disse em outubro de 2013 que a associação iria permanecer fechada.